# Herb gminy Łyszkowice
Herb gminy Łyszkowice – symbol gminy Łyszkowice, ustanowiony 1 października 2001.

## Wygląd i symbolika
Herb przedstawia na tarczy w polu herbowym błękitnym wieżę złotą między dwiema liliami srebrnymi, nad takąż rybą. Wieża ma trzy kondygnacje i trójkątny daszek. W najniższej kondygnacji otwarta brama, w kolejnych - pojedyncze okna łukowe. Lilie nawiązują do herbu arcybiskupstwa gnieźnieńskiego, do którego dóbr należały Łyszkowice.